# Gasparilla International Film Festival
Ne doit pas être confondu avec Gasparilla Pirate Festival.
Le Gasparilla International Film Festival (GIFF, stylisé gịff) est l'un des plus grands festivals de films indépendants de Tampa Bay.
Il a été créé à l'été 2006 et est géré par le Tampa Film Institute, une organisation à plein temps [501 (c) (3)] dédiée à l'avancement de l'éducation au cinéma et au soutien des cinéastes, ainsi qu'à la participation communautaire au cinéma dans la région de Tampa Bay.
Le festival dispose d'un directeur exécutif et d'un personnel bénévole de plus de septante personnes. Le festival est parrainé par Suncoast Credit Union depuis environ trois ans,.

## Quelques lauréats
- 2023 : prix du jury : Miranda's Victim de Michelle Danner sur un scénario de George Kolber